# Sharkasi
Sharkasi est un étalon de course égyptien d'origine inconnue, célèbre pour ses performances en course sur l'hippodrome du Caire durant les années 1940. Il fait l'objet de doutes récurrents quant à son pedigree.

## Histoire
En arabe égyptien, « Sharkasi » signifie « Circassien ».
Sharkasi naît en 1941, puis est acquis en 1944. Il est repéré par T. G. B. Trouncer, qui le découvre attelé à une charrette. Il est alors présenté en courses sur l'hippodrome du Caire par sa propriétaire, madame Gadawi / Nguiddawi, et remporte un grand nombre d'épreuves égyptiennes majeures durant les années 1940. Il se révèle meilleur à la course que de nombreux chevaux arabes dotés d'un pedigree.
Après la mort de Trouncer en 1955, l′Egyptian Agricultural Organization est sollicitée par des éleveurs locaux afin d'acquérir Sharkasi pour la reproduction. L'étalon meurt en 1966, après avoir donné 13 descendants.

## Origines
Les origines de Sharkasi ne sont pas connues, mais il est réputé provenir de la Haute-Égypte.
M. Trouncer a proposé d'offrir jusqu'à 200 livres à quiconque pourrait le renseigner sur le pedigree de ce cheval.

## Héritage
En mars 1976, la World Arabian Horse Organization (WAHO) examine le cas de Sharkasi afin de déterminer s'il est, ou non, un Pur-sang arabe. Elle décide initialement que les preuves de ses origines sont insuffisantes pour le considérer comme tel, puis revient sur cette décision.
La Pyramid Society exclut Sharkasi et ses descendants de la race de l'Arabe égyptien.

## Annexe